# Dugesia libanica
Dugesia libanica és una espècie de triclàdide dugèsid que habita l'aigua dolça del Líban. Els espècimens de D. libanica mesuren uns 7 mm de longitud. L'aparell copulador està constituït per un penis gran i allargat i presenta un adenodàctil cònic, sòlid, i amb forma de pera.